# Edward Strugała
Edward Strugała – polski bokser amatorski, brązowy medalista mistrzostw Polski (1989) w kategorii lekkośredniej. Podczas swojej kariery amatorskiej reprezentował barwy klubu Turów Zgorzelec.

## Kariera amatorska
Dwukrotnie reprezentował klub Turów Zgorzelec na mistrzostwach Polski seniorów w roku 1989 oraz 1991. W swoim pierwszym starcie na mistrzostwach, Strugała doszedł do półfinału, zdobywając brązowy medal w kategorii lekkośredniej. Odpadł z turnieju po punktowej porażce z Mariuszem Kujawą. W 1991 był ćwierćfinalistą mistrzostw.

### Inne rezultaty
- 37. Mistrzostwa Polski Juniorów, Wrocław, 1983 - ćwierćfinał[3]